# Straßenbahn Victor Harbor

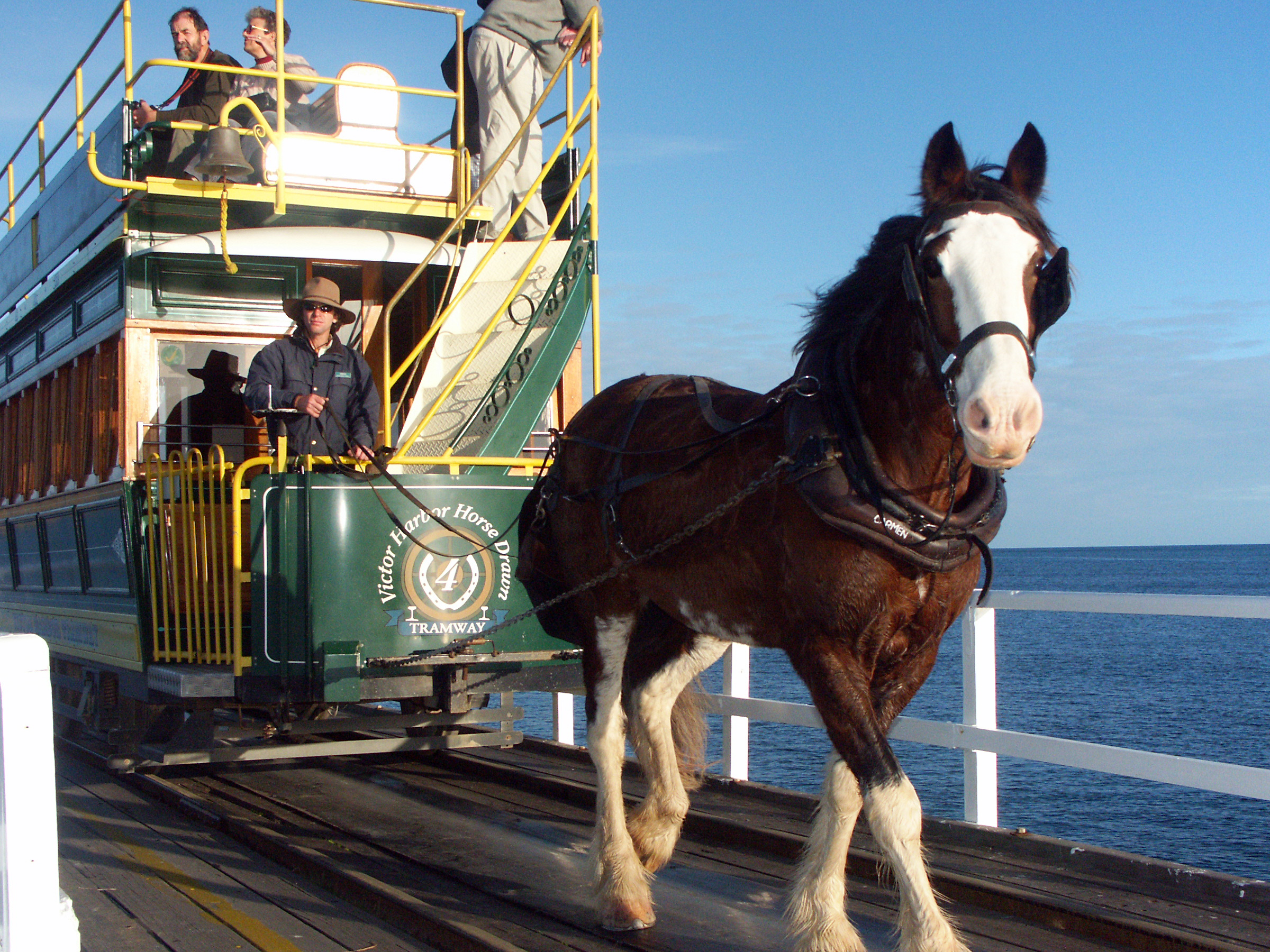
Die Pferdestraßenbahn mit einem schweren Clydesdale-Kaltblüter

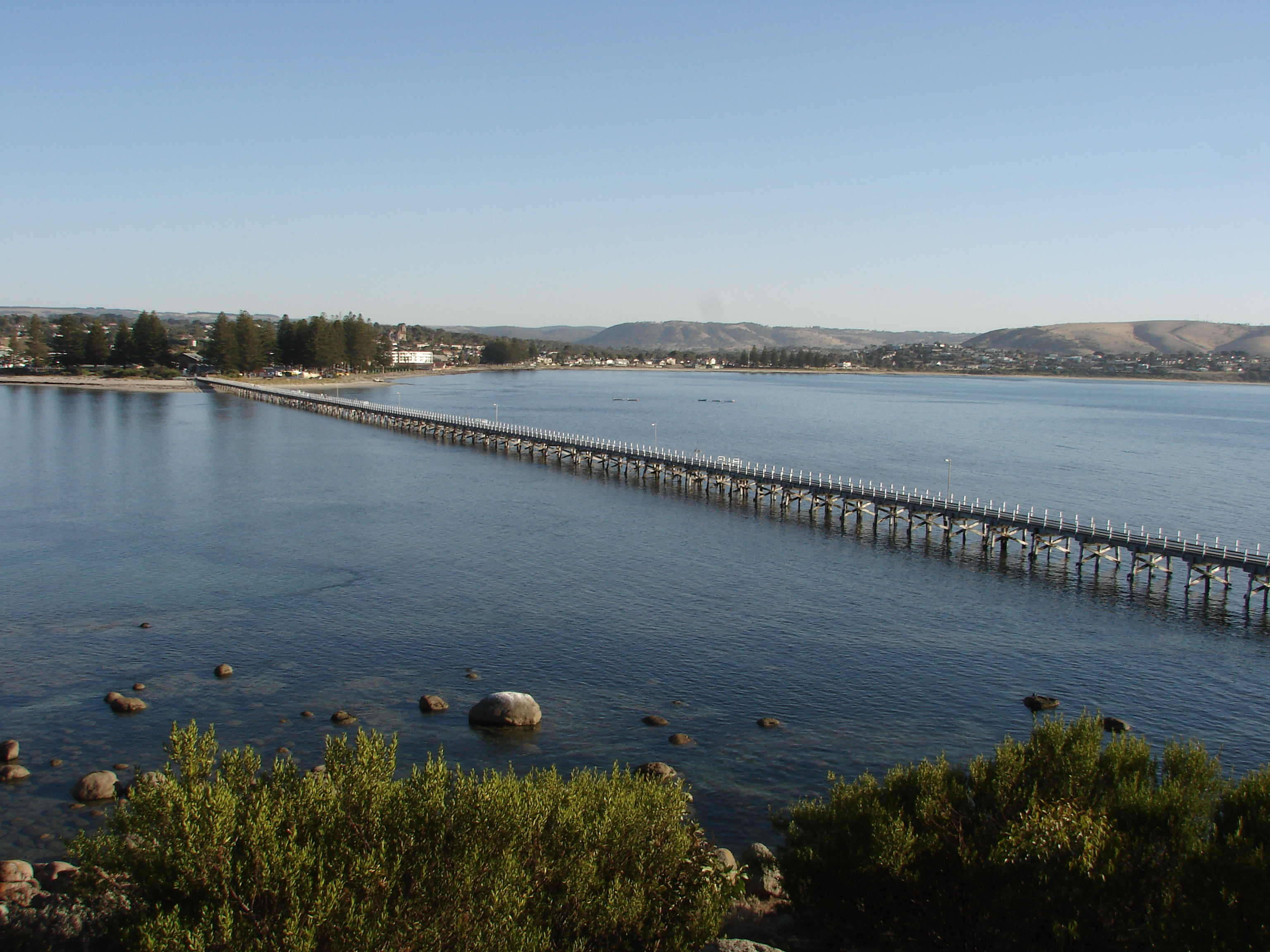
Blick auf die 630 Meter lange Holzbrücke von Granite Island aus

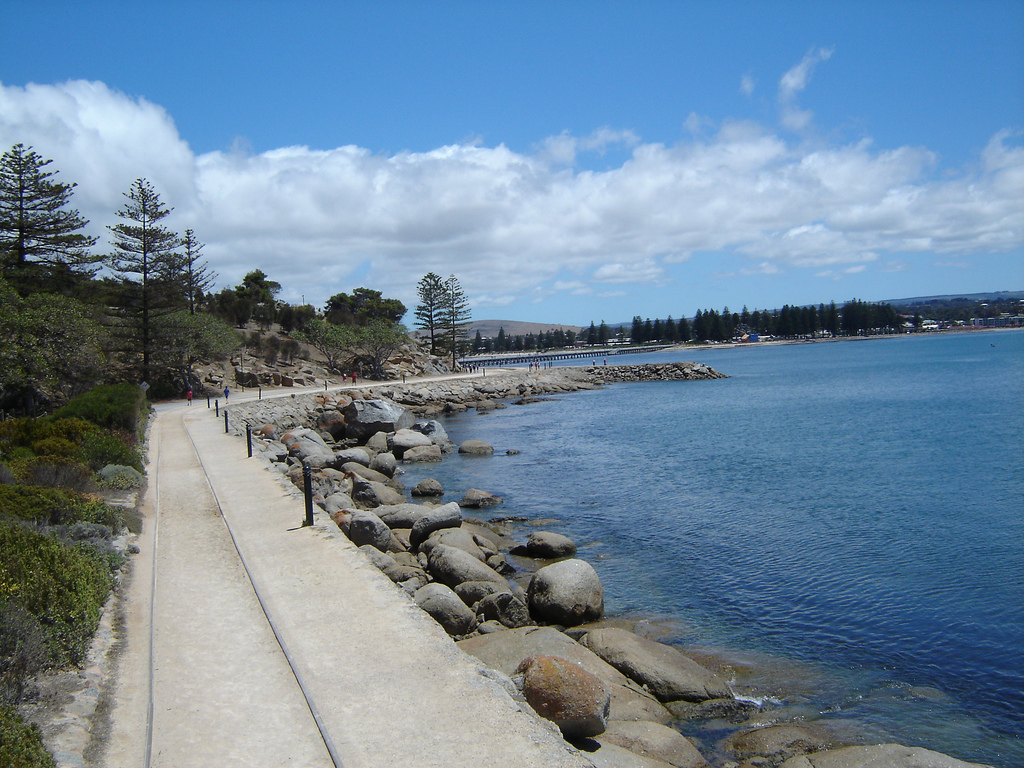
Strecke auf der Insel, im Hintergrund die lange Holzbrücke

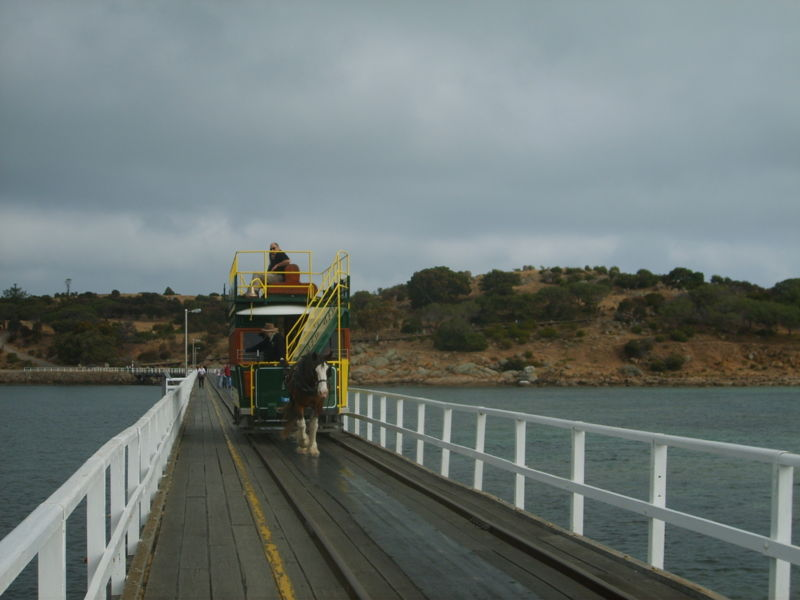
Die Pferdestraßenbahn auf der Seebrücke nach Granite Island

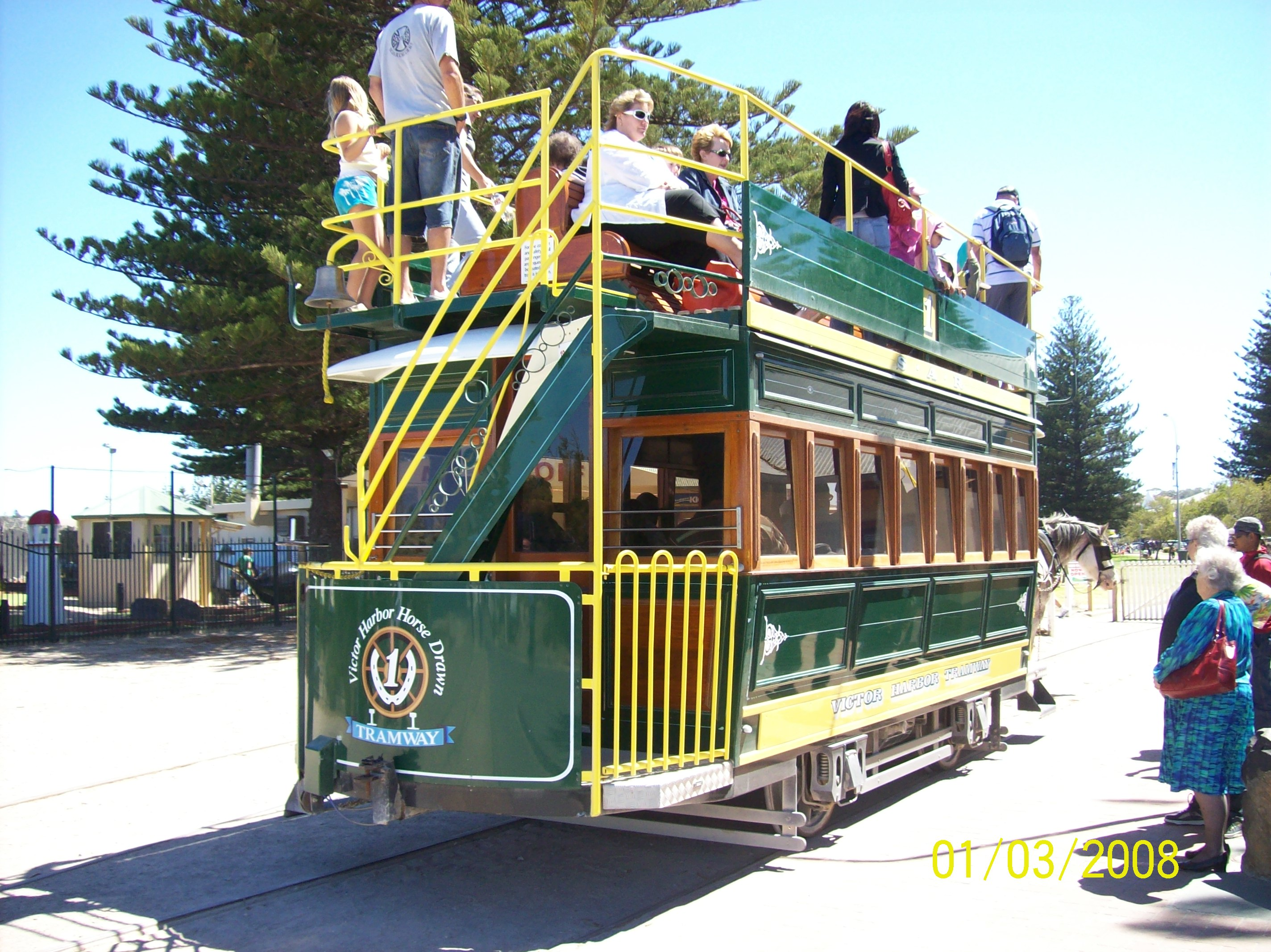
Ein Decksitzwagen im Detail

Die Straßenbahn Victor Harbor (englisch: Victor Harbor Horse Drawn Tram oder Victor Harbor Horse Tram) ist eine breitspurige Pferdestraßenbahn in Victor Harbor im australischen Bundesstaat South Australia. Sie war ursprünglich von 1894 bis 1956 in Betrieb und wurde 1986 mit Nachbildungen der Originalfahrzeuge auf der weitgehend erhalten gebliebenen alten Trasse wiedereröffnet. Sie ist eine der wenigen verbliebenen Pferdestraßenbahnen der Welt und steht nach wie vor täglich in Betrieb.

## Geschichte
Die Bahn wurde 1894 mit einer Spurweite von 1600 Millimetern (Irische Spur) eröffnet, um die Innenstadt von Victor Harbor über eine Seebrücke mit der Granite Island im Südosten zu verbinden. Dort befinden sich nach wie vor einige vorgelagerte Schiffsanleger, sodass ein verlässliches und komfortables öffentliches Verkehrsmittel benötigt wurde. Die Straßenbahn wurde im damaligen britisch-viktorianischen Stil mit großen zweiachsigen Decksitzwagen ausgestattet, die von einem (oder selten auch zwei) Pferden gezogen wurden.
1956 wurde die Straßenbahn stillgelegt, nachdem der Schiffsverkehr zur Granite Island an Bedeutung verloren hatte und die Fahrgastzahlen zurückgegangen waren. Damit gehörte sie mit 62 Betriebsjahren zu den langlebigsten Pferdestraßenbahnen überhaupt, wirkte jedoch in den 1950er Jahren nicht mehr zeitgemäß. Während die Pferde verkauft und die Fahrzeuge verschrottet wurden, blieb die alte Trasse inklusive der Vignolschienen weitgehend erhalten.
In den späten 1970er Jahren wurde erstmals über eine mögliche Wiedereröffnung als Touristenattraktion diskutiert. Auch mehrten sich Stimmen, welche die früher überregional bekannte Pferdestraßenbahn als lokales Wahrzeichen und reguläres öffentliches Verkehrsmittel wieder in Betrieb sehen wollten. Nach Jahren der Verhandlungen stimmte die Stadt Victor Harbor letztlich zu, als sich auch private Investoren am Projekt zur Reaktivierung der Straßenbahn beteiligten, sodass die Bahn nach 30 Jahren wiedereröffnet werden konnte.
Seit September 1986 verkehrt sie mit exakten Nachbildungen der Originalfahrzeuge vom Besucher-Informationszentrum im Zentrum von Victor Harbor über die 630 Meter lange „Causeway“ genannte hölzerne Seebrücke zur nahe gelegenen Granite Island, wobei ungefähr die Hälfte des Fahrweges auf die Seebrücke entfällt. An Fahrzeugen sind vier Decksitzwagen vorhanden, die jeweils von einem der insgesamt acht vorhandenen schweren Clydesdale-Kaltblüter gezogen werden. Zwischen Januar und Juni 2019 war die Bahn außer Betrieb, weil ein Pylon der Seebrücke gebrochen war.